# Denali Borough
Denali Borough er en borough beliggende i den amerikanske delstat Alaska . I folketællingen 2020 var der 1.619 indbyggere, en nedgang fra 1.826 i 2010. Administrationssædet og det mest befolkede samfund er Healy.
Området var tidligere en del af den uorganiserede Borough, hvor Upper Railbelt School District fungerede som regionens landdistriktsuddannelsesområde (som blev erstattet af et skoledistrikt under bydelens paraply ved indlemmelsen).
De tidligste indbyggere var nomadiske indfødte Alaskans. En minelejr blev etableret nær Healy før 1902, og opførelsen af Alaska Railroad bragte yderligere bosættere til området i begyndelsen af 1920'erne. Radarstationen Clear Space Force Station, kulminen Usibelli og turismen i Denali National Park and Preserve har bragt vækst og udvikling.

## Geografi
Denali Borough har et samlet areal på 33.090 km2, hvoraf 33.020 km2 er land og 67 km2 (0,2%) er vand.
I området ligger Nordamerikas højeste punkt, bjerget Denali (tidligere Mount McKinley) der er 6.190,5 moh., og som boroughet har fået sit navn efter.

### Nationalt beskyttet område
- Denali National Park and Preserve (del)
  - Denali Wilderness (del)

### Tilstødende bydele og folketællingsområder
- Yukon-Koyukuk folketællingsområde - vest/nord
- Fairbanks North Star Borough - nordøst
- Southeast Fairbanks Census Area - øst
- Matanuska-Susitna Borough - syd

### Folketælling udpegede steder
- Cantwell
- Denali Park
- Ferry
- Healy

## Populær kultur
I Twilight Sagaen af Stephenie Meyer bor Denali-vampyren (spillet af af Tanya, Kate, Irina, Eleazar og Carmen og senere Garrett) i Denali på grund af manglen på sollys.
Filmen Into the Wild, baseret på en bog af samme navn, indeholdt en bus, hvor Christopher McCandless døde, blev en destination for filmfans. Bussen fra 1940'erne blev ifølge Denali Boroughs borgmester, Clay Walker, kørt til et fjerntliggende spor for omkring 60 år siden (fra 2020) af et hold vejarbejdere. Besøgende på stedet skulle krydse Teklanika-floden. I 2019 druknede en nygift hviderussisk kvinde i et forsøg på at krydse den opsvulmede flod på vej til stedet. Endnu en drukning fandt sted i 2010. En strandet brasilianer måtte reddes i april 2020, og fem italienere blev reddet i februar 2020, hvoraf en led af alvorlige forfrysninger. I alt blev der udført 15 busrelaterede eftersøgnings- og redningsaktioner for besøgende i bussen mellem 2009 og 2017. I juni 2020 blev bussen fjernet på grund af den offentlige sikkerhed. Det blev hentet af en af den amerikanske hærs Chinook-helikoptere. Myndighederne i Alaska er citeret for at sige, at bussen ville blive bevaret på et "sikkert sted", indtil der er truffet en beslutning om dens fremtid. Clay Walker sagde: "Den (bussen) er en del af vores historie, og det føles lidt bittersødt at se det blive fjernet."